# كوندوف
كوندوف هي كومونا (بلدية) تقع في العاصمة تورينو في منطقة بيدمونت الإيطالية، وتقع في فال دي سوسا على بعد حوالي 30 كيلومتر (19 ميل) غرب تورينو .